# Volker Dally
Volker Martin Dally (* 1961 in Burbach (Siegerland)) ist ein deutscher evangelischer Pastor, Theologe und Missionswissenschaftler. Er war Generalsekretär der Vereinten Evangelischen Mission (VEM) von 2016 bis 2024.  

## Werdegang
Nach dem Abitur am Dietrich-Bonhoeffer-Gymnasium in Neunkirchen (Siegerland) studierte Volker Dally von 1980 bis 1986 Evangelische Theologie und Germanistik in Marburg. Sein besonderes Interesse galt der Biblischen Archäologie, er war an mehrmonatigen Ausgrabungen in Israel beteiligt. 
Nach dem Vikariat in Hofgeismar wurde Dally 1989 in der Evangelischen Kirche von Kurhessen-Waldeck ordiniert und war danach für ein Jahr als von der EKD ausgesandter Pfarrer in Philadelphia in den USA. Anschließend übernahm Dally für zweieinhalb Jahre das Pfarramt in Grebenstein im Kirchenkreis Hofgeismar und war auch Kreisjugendpfarrer. 1992 wechselte er in den Kirchenkreis Melsungen nach Spangenberg und Elbersdorf. Dort engagierte er sich etwa im Partnerschaftsausschuss mit der Church of South India (CSI) in Karnataka-Nord. Als Studienleiter für die theologische Arbeit im Kirchenkreis war er zuständig für das Kirchenkreis-Kolleg. In dieser Zeit absolvierte er auch zwei Kurse in Klinischer Seelsorge.
1998 zog Familie Dally nach Ahnatal-Heckershausen im Kirchenkreis Kassel-Land, wo  er als Kreisjugendpfarrer tätig war. Während der Zeit dort nahm Dally eine Sabbatszeit für ein Studiensemester am KTC im südindischen Mangalore und arbeitete zum Thema Interreligiöser Dialog als Voraussetzung für eine gewaltfreie Gesellschaft.
Von Mai 2006 bis April 2010 war er im Auftrag der VEM für die ostjavanische Kirche GKJW am IPTH Belewiyata in Malang/Indonesien als theologischer Studienleiter in der Pfarrerfortbildung und der Aus- und Weiterbildung ehrenamtlich Mitarbeitender tätig. Sodann war Dally Beauftragter für den Dialog der Religionen und Studienleiter am Center for Mission and Leadership der Vereinten Evangelischen Mission in Wuppertal.
Dally war von 2011 bis 2016 Direktor des Leipziger Missionswerks. Vom 1. Februar 2016 bis zum 29. Februar 2024 war Volker Dally Generalsekretär der Vereinten Evangelischen Mission in Wuppertal.

## Veröffentlichungen
- Culture and Conversion: The Indian Caste Dispute in the C19th and Its Consequence for Today. Veröffentlicht beim Friends of Lutheran Archives Seminar, Bethlehem House, Adelaide, Australien, 22. Juli 2013
- One Bible – Many Churches: Inculturation of the Gospel as a Challenge Towards Lutheran Theology. Veröffentlicht am Australia Lutheran College, Adelaide, 24. Juli 2013
- Triple-A: Christian Missionaries as Preservers of Indigenous Languages in Australia, Asia and Africa. Veröffentlicht zur Australex Conference Endangered Words, Signs of Revival, University of Adelaide, 25.–28. Juli 2013[3]